# Herb gminy Kluczewsko
Herb gminy Kluczewsko – jeden z symboli gminy Kluczewsko, ustanowiony 29 czerwca 2012.

## Wygląd i symbolika
Herb przedstawia na tarczy w polu błękitnym srebrną podkowę zwieńczoną złotym krzyżem, zwróconą barkiem do góry, z drugim złotym krzyżem umieszczonym w środku, a nad nią złoty klucz skierowany w prawo.